# Закон Эммерта
Закон Эммерта — психофизическая закономерность, связанная с особенностями зрительного восприятия. Этот закон назван по имени немецкого психолога Эмиля Эммерта (1844—1911), описавшего его в 1881 году. Эммерт отметил, что послеобраз кажется большего размера, когда проецируется с большего расстояния. Хотя не ясно, имел ли он в виду среднее физическое расстояние или кажущееся расстояния, но большинство авторов предполагают, что Эммерт имел в виду именно кажущееся расстояние.
Современная формулировка закона Эммерта гласит, что объекты, которые формируют на сетчатке изображения одинакового размера, будут выглядеть разного размера, если они представляются расположенными на разных расстояниях. В частности, кажущийся линейный размер объекта возрастает по мере удаления его от наблюдателя. Эта закономерность имеет интуитивный смысл: объект постоянного размера будет проецировать всё меньшие изображения на сетчатке по мере удаления от наблюдателя. Аналогично, если изображения двух различных объектов на разных расстояниях на сетчатке одинаковы, физический размер объекта, который находится дальше, должен быть больше, чем тот, который ближе.
Математически закон Эммерта может быть сформулирован следующим образом:
{\displaystyle D=k\cdot \alpha \cdot r}
где:
- {\displaystyle D} — воспринимаемый размер;
- {\displaystyle k} — коэффициент пропорциональности;
- {\displaystyle \alpha } — угол, под которым виден объект в поле зрения (угловой размер);
- {\displaystyle r} — кажущееся расстояние до объекта.

Коэффициент пропорциональности {\displaystyle k} имеет неопределённое значение и может быть опущен, поскольку восприятие размера человеком довольно относительно.
Влияние расстояния зрения на воспринимаемый размер можно наблюдать, создав на сетчатке послеобраз, который может быть получен путём взгляда на яркий свет в течение короткого времени, или глядя на какой-нибудь объект в течение более длительного времени. Кажется, что он увеличивается в размерах, когда проецируется на большем расстоянии. Тем не менее, увеличение воспринимаемого размера значительно меньше, чем можно было бы предсказать геометрически, что вызывает сомнения в геометрической интерпретации приведенной выше.
Закон Эммерта тесно связан с постоянством размера, и был использован для объяснения иллюзии Луны (видимого увеличения Луны или Солнца, находящихся низко над горизонтом, по сравнению с их размерами в небе).